# Acatopygia pulchella
Acatopygia pulchella är en tvåvingeart som beskrevs av Kröber 1912. Acatopygia pulchella ingår i släktet Acatopygia och familjen stilettflugor. Inga underarter finns listade i Catalogue of Life.